# Brinson Paolini
Brinson Paolini (Boise, 8 januari 1991) is een Amerikaans voormalig golfer.
Paolini zat op de Frank W Cox High School, waar hij in 2009 als top-atleet de Walter Carroll Award ontving. Hij studeerde aan de Duke University in Durham (North Carolina). Hij speelde 44 toernooien voor de Blue Devils. Zijn ouders wonen in Virginia Beach.

## Amateur
Hij won het Virginia State Golf Association Amateur Championship vier keer, waarvan drie keer voordat hij twintig jaar was, hetgeen een record is. Hij was Virginia SGA Speler van het Jaar in 2007, 2008 en 2009. In 2009 kwalificeerde hij zich voor het US Amateur en speelde het Western Amateur, de Porter Cup, The Players Amateur en het Azalea Amateur. 

Als laatste prestatie van zijn amateurscarrière staat het 100ste Virginia SGA Amateur vermeld, waar hij in de 36-holes finale Ji Soo Park met 3&2 versloeg. Een paar weken later werd hij professional. 

Paolini ontving in mei 2013 de Byron Nelson Award.

### Gewonnen
- 2008: Virginia SGA Amateur
- 2009: Virginia SGA Amateur
- 2010: Virginia SGA Amateur
- 2013: Virginia SGA Amateur (The Homestead’s Cascades Course)

## Professional
Paolini werd in juli 2013 professional. Zijn eerste toernooi was de Swiss Challenge op de Challenge Tour. Daar eindigde hij met Adam Gee op de 2de plaats achter Victor Riu. Twee weken later won hij de Le Vaudreuil Golf Challenge. In 2014 mocht hij aantreden op de Europese PGA Tour maar door mindere resultaten bleef zijn passage op de Europese PGA Tour beperkt tot één seizoen. Daarna speelde Paolini drie seizoenen op de Challenge Tour om vanaf 2018 te spelen op de Canadese PGA Tour en de PGA Tour Latinoamérica. 

### Overwinningen
- 2013: Le Vaudreuil Golf Challenge